# Cyclosa lawrencei
Cyclosa lawrencei là một loài nhện trong họ Araneidae.
Loài này thuộc chi Cyclosa. Cyclosa lawrencei được Lodovico di Caporiacco miêu tả năm 1949.